# ألين فارنهام
ألين فارنهام (بالإنجليزية: Allen Farnham)‏ هو عازف بيانو أمريكي، ولد في 19 مايو 1961 في بوسطن في الولايات المتحدة.

## وصلات خارجية
- ألين فارنهام على موقع ميوزك برينز (الإنجليزية)
- ألين فارنهام على موقع ديسكوغز (الإنجليزية)